# 헝가리의 정당
헝가리의 정당 목록이다. 현재 헝가리의 경우 다당제로 운영하고 있으며, 1988년에 설립된 피데스와 1989년에 설립된 헝가리 사회당이 있다.

## 주요 정당
- 피데스 - 사회보수주의 정당
- 헝가리 사회당 - 사회민주주의 정당
- 요비크 - 보수주의, 민족주의, 범투란주의, 반세계화 정당
- 기독교민주인민당 - 민족보수주의, 사회보수주의, 기독교민주주의 정당
- 또 다른 정치  - 녹색자유주의, 녹색 정치 정당
- 민주연합 - 사회자유주의, 자유주의, 유럽통합주의 정당
- 함께당 - 사회민주주의, 사회자유주의, 유럽통합주의 정당
- 헝가리를 위한 대화 - 녹색자유주의, 여성주의 정당
- 자유당 - 자유주의, 유럽통합주의 정당